# 替身計畫
《替身計畫》（英語：The Replacements）是由迪士尼製作的動畫影集，於2006年7月28日首播。該影集的一項特色就是配音員有許多明星客串，例如《歌舞青春》的柴克·艾弗隆、《柯瑞當家》的Jason Dolley、《哈利波特》的邦妮·賴特、《孟漢娜》的麥莉·希拉以及《加油！桑妮》的Doug Brochu等人。

## 故事源起
惠莉和杜迪是一對姐弟，原本住在孤兒院。有一天他們在雜誌上看到費立康的廣告，就寄出1.98元。從此他們就在費立康公司安排下住進德林家，有個國際特務的母親特務K和特技演員父親迪克。這對姐弟還各自有一隻專用手機，可以直撥費立康為他們把週遭不滿意的大人換掉。
※本故事角色大部分的中文譯名，多採以港式發音來的譯名來翻譯，是為了迎合港人的習慣而如此翻譯，因此可能對於習慣台方翻譯的觀眾稍有不適，此從台灣迪士尼頻道得到證實。

## 角色介紹

### 費立康與德林家
杜迪和惠莉經過費立康的安排，住進德林家。費立康本身是跨國連鎖大型企業，總部在俄亥俄州，老闆康萊利用企業龐大的影響力為杜迪和惠莉進行換人服務。
- 杜迪（Todd Bartholomew Daring）

配音：Nancy Cartwright（美國）；楊凱凱（台灣）
性格相當懶惰、自私和任性。會想一些不正當的手段撈錢，並習慣性把責任推給別人。在進行換人要求時，比惠莉更不管後果。因為他的一意孤行，常給自己帶來麻煩。甚至因為他糟糕的名聲，讓康萊在聽到惠莉提出不合理的要求時誤以為是杜迪假扮的。
在學校的朋友有積高寶和薛頓，討厭畢斯的嘲笑。
- 惠莉（Riley Eugene Daring）

配音：Grey DeLisle（美國）；林美秀（台灣）
杜迪的姐姐。惠莉性格比較和善，並且會關心別人。缺點是對大多數事情不太能集中，以及對喜好的事物過度狂熱。她和杜迪被德林家收養。喜好獨角獸主題的商品，在學校迷戀尊尼。她如果吃了甜食很容易造成精神失控，因此特務K會限制她接觸過多甜食。特務K指出她的注意力不集中，每週的興趣都在變，因此常花錢在不必要的東西。她在聽特務K說話時，會在特務K話還沒講完就跑掉，造成自己漏掉重要的事。
在學校的朋友有奈都子和阿比，與薛愛華嚴重不和。
- 康萊（Conrad Fleem）

配音：Jeff Bennett（美國）；康殿宏（台灣）
費立康的老闆，為杜迪和惠莉進行換人服務。有時候杜迪和惠莉提出一些奇怪的要求，他雖然覺得不合理仍然照辦。不過當杜迪開始販賣替身計畫，他受不了杜迪而抓狂。惠莉曾經用迂迴的言詞向他要錢，被他認定是杜迪冒充的。他換給杜迪和惠莉的角色經常做一些更誇張的事，讓杜迪和惠莉寧可沒換過。
在《替身計畫》的結局，他的公司被人強佔。杜迪和惠莉帶朋友闖進費立康救出他和德林夫婦，並得知康萊是他們的舅舅。康萊決定把替身計畫開放給別的小孩子，並且讓杜迪和惠莉幫助他。
- 迪克（Richard "Dick" Marion Daring）

配音：Daran Norris（美國）；康殿宏（台灣）
杜迪和惠莉的父親，特技演員。性格無厘頭，而且常常搞不清楚狀況。他認為萬能車是他的好朋友，但是萬能車並不這麼想。表演特技以前，從來不做精密的測量，只是目測。修理任何損壞的物品，照慣例一律使用膠帶。大學時是運動好手，不過後來因為吃太多身材過胖。
- 特務K（Karen Jane "K" Mildred Daring）

配音：Kath Soucie（美國）；崔幗夫（台灣）
杜迪和惠莉的母親，國際特務，英國人，父母也是特務。性格有些神經質。她跑遍世界阻止瘋狂陰謀，平時也習慣以間諜的方式行動。因為間諜不能輕易表露情感，她喜歡與家人相處的時光。她做的食物沒人敢吃，有怯場的毛病。過去和古典小提琴家賽琳娜學習小提琴，有相當的程度。
- 萬能車（C.A.R.T.E.R.）

配音：David McCallum（美國）；于正昌（台灣）
有人工智慧及多功能配件的汽車，甚至展現如人類一般的性格。萬能車本身喜歡嘲笑看起來愚蠢的舉動，因此迪克常常成為嘲笑的對象。另外，它從來不願意讓迪克駕駛。萬能車的主電腦也可以拆卸，讓它的人工智慧核心轉移到不同的交通工具。
- 肉桂根王子（Prince Cinnamon Boots）

惠莉用盡各種方式想要一隻旋風神駒，迪克出門準備選購的路上遇到一個騙子，並因此用兩千元買下原本那個騙子預計要賣一百元的驢子。惠莉一開始用費立康把這隻驢子換成一隻神駒，後來接納這隻驢子，視同家庭的一員。肉桂根王子看起來是一隻動作笨拙的驢子，但是潛藏令人意外的能力。在德林家中，肉桂根王子會因為被「遺棄」的舉動而流淚。
在《Moustache Mayhem》一集畢斯嫉妒惠莉的肉桂根王子，也去買一頭驢子取名「奶油花公主」向惠莉挑戰。但是肉桂根王子和奶油花公主陷入熱戀，惠莉和畢斯就隔離雙方不給見面。結果雙方還是逃走並搭上一艘要前往中國的船，惠莉和畢斯保證不再干預才讓肉桂根王子和奶油花公主留下。
在《The Revenge of Prince Cinnamon Boots》因為受不了老是被「遺棄」，當德林一家回家時把他們趕出屋外並啟動房屋的防禦系統阻止他們進入。後來經過他們道歉並警告房屋會爆炸而和好，一起去吃冰淇淋。而房屋則忘了解除自爆倒數而爆炸，不過最後費立康換了一棟新房屋過來。

### 學校
- 奈都子（Tasumi）

配音：詹雅菁（台灣）
日本人，惠莉的同學。登場時穿著如機器戰警般的全套裝甲和頭盔，見到她時從來不肯拿下來。她的裝甲附加一些配件。惠莉第一天到學校時因為幫她修補破損的裝甲，讓她成為惠莉第一個在學校交到的朋友。她有一張名單，上面列出她討厭的對象。和惠莉發生不和時，會對惠莉宣稱惠莉上了她的名單。她一直不肯在大家面前露臉，據她所說是因為她屬於一個警察家族。在《Tasumi Unmasked》一集發現她的裝扮是1990年代動畫角色「怪合金女孩」，讓惠莉極力揭開她的真面目，並趁她疏於防備強行摘去她的頭盔。惠莉發現她是個可愛的女孩，但是她告訴惠莉她不能留在快樂丘，要返回日本。因為她的身分是個女明星，為了過平靜的日子搬到快樂丘。惠莉在奈都子返回日本後用費立康找一群猴子取代奈都子，奈都子回到快樂丘重新成為惠莉的同學，以後不再使用偽裝。另外，她也會武術。
- 阿比（Abbey Willson）

配音：楊凱凱（台灣）
惠莉在學校的朋友，是個黑人女孩，家境富裕。當薛愛華使用一些奢華的事物向惠莉炫耀時，阿比就被吸引過去。
- 薛頓（Shelton Gunnar Klutzberry）

配音：詹雅菁（台灣）
戴著一副厚重眼鏡的男孩，駝背、性格膽小、對許多東西過敏。他被認為是書呆子，但是他說別人看他的樣子誤以為他的功課很好。在德林一家外出時可能會冷不防從交通工具後面冒出來。
- 畢斯威特斯（Buzz Winters）

配音：崔幗夫（台灣）
杜迪衝突的主要對象，外形肥胖，喜歡炫耀自己的父親和財富。畢斯在比賽的時候會用盡手段作弊。平時嘲笑過杜迪以後會對自己重複嘲笑的言詞，表示自己說得好要記下來。
- 唐尼（Donny Rottweiler）

配音：于正昌（台灣）
校園惡霸，會使用肢體暴力欺負杜迪。
- 積高寶（Jacobo Jacobo (HA-CO-BO)）

配音：林美秀（台灣）
杜迪的朋友，墨西哥裔男孩，有時候會和杜迪一起進行撈錢的計畫。頭腦相當好，有自戀與愛炫耀的性格。他喜歡神秘學的書籍，有唱歌的秘密天賦。他迷戀特務K，想贏得特務K的注意，即使在最後一集開始和奈都子約會也如此。
- 尊尼（Johnny Hitswell）

配音：于正昌（台灣）
惠莉迷戀的對象，喜歡玩籃球與棒球，並且與杜迪和惠莉在同一支棒球隊。在學校受到許多女生歡迎，在金橘日收到不少卡片。惠莉曾經為了和他在一起，多次使用費立康製造條件。在第二季開始和惠莉約會並以男女朋友相稱，可是後來與惠莉分手。因為惠莉為了想看到他而丟下校外教學，和阿比、奈都子一起搭計程車到紐約找他，讓他嚇到並表示要窒息在惠莉的控制下。後來惠莉試圖和他復合，但是他總是迴避惠莉。在結尾他承認他想重新和惠莉在一起，可是他說話的對象是惠莉的機器人複製體。之後他和惠莉的關係也沒有下文。
- 薛愛華（Sierra McCool）

配音：詹雅菁（台灣）
在學校相當受歡迎的女生，啦啦隊長，也是惠莉的死對頭。她也想要吸引尊尼，並且在惠莉和尊尼交往期間試圖破壞兩人之間的關係。她有自己的跟班團，並且性格相當驕傲。她短暫退出啦啦隊期間展現性格的另一面，參加杜迪的社團並表現和杜迪同樣對星艦奇航記的興趣，後來在回到啦啦隊以前對杜迪表示會想念和他在一起的時光。在最終結局她也得到一支她專屬的費立康電話。
- 雪莉（Shelly Klutzberry）

薛頓的姐姐，外形和薛頓一樣戴一副厚眼鏡並駝背，和薛頓的不同在多出兩條髮辮。
- 珍妮花和歌迪亞（Jennifer and Claudia）

薛愛華的跟班，會和薛愛華一起嘲笑惠莉。平時她們會穿相同款式的衣服，再互相稱讚對方衣服漂亮。歌迪亞曾在金橘日送卡片給尊尼。
- 寇特勒校長

配音：劉傑（台灣）
學校的校長，常見到他在想辦法弄錢。曾經在電影院沒人管時搬走收銀機，要留校查看的學生洗樂隊制服當他的免費勞工。在《Snow Place Like Nome》一篇中揭露本身是愛斯基摩人。
- 保羅老師

杜迪為了學分選修德文遇上的德文老師。由於特務K說要在老師稱讚杜迪和惠莉的情況下才帶他們到遊樂場，杜迪用費立康把他用一個只會講德文的德文老師取代。家長日刻意帶不會德文的迪克到學校，順利矇混過去。
- 伊查波德

學校同學。杜迪和惠莉競選總務股長到最後沒有勝利者，伊查波德被宣布連任總務股長。被問到不記得他有登記參選，他回答每次都這樣。
- 蓋斯

配音：劉傑（台灣）
學校的清潔工，曾經在下大雪的時候被指定為學校教授。
- 苗渥斯

學校的數學老師，被杜迪用費立康換成一個牛仔小丑。
- 厄波西

學校老師。因為在走廊上被惠莉撞到罰惠莉留校查看，內容是要洗樂隊制服，並且一再將惠莉的處罰加重。

### 其他
- 艾斯帕米洛（Ace Palmero）

快樂丘的新聞播報員。
- 菲爾（Phil Mygrave）

迪克表演特技的助手和老友，進行準備時從不進行精確測量，只會靠目測。他結過六次婚，並且對維持關係上有拙劣的勸導。曾兩度被惠莉用費立康換掉。第一次是惠莉認為迪克應該有專業助手，第二次是惠莉要幫迪克找更好的愛情諮詢。他的名字「Phil Mygrave」來自片語「fill my grave」的變化。
- 培特洛（Petrov）

特務K的宿敵，穿戴毛皮大衣與毛帽，常以狼狽的模樣被特務K打敗。
- 諾拉豪葳茲

在德林夫婦出遠門的時候，曾經被找來照顧杜迪與惠莉，但是杜迪與惠莉並不喜歡她。
- 馬文

諾拉豪葳茲以前的同學。當杜迪與惠莉使用費立康換掉諾拉豪葳茲，馬文就出現向諾拉豪葳茲求婚。
- 捷克水花船長

杜迪與惠莉用費立康取代諾拉豪葳茲所得到的新保姆，本身是個瘋狂的節目主持人。
- 達斯汀夢湖/達斯汀金雷（Dustin Dreamlake）

惠莉喜歡的明星。惠莉曾經冒雨排隊買到他的紀念盤子，因為尊尼要到她家擔心盤子被看到讓自己丟臉想要趁車庫拍賣連同其它東西處理掉，最後被杜迪打破。
- 魯可

奈都子的哥哥。服裝和奈都子的外型相同，但是色調用藍色。
- 凱普曼夫婦（The Kelpmans）

鄰居，杜迪與惠莉認為他們很無聊而不想接近。尤其萬聖節鬼屋佈置他們什麼都沒做，讓德林一家沒辦法取得優勝，所以杜迪與惠莉用費立康把他們換掉。事實上凱普曼夫婦分別是電玩的試玩家和冰淇淋試吃員。
- 魯皮克夫婦

艾米爾和香葛娜夫婦是好萊塢演員。杜迪與惠莉在萬聖節要換掉凱普曼夫婦，他們應康萊的要求搬過去。他們分別假扮成吸血鬼和女巫，聯合大家一起嚇杜迪與惠莉。
- 羅斯帝卡維爾

杜迪要參加賽車，但是對迪克造車技術沒信心，用費立康找來取代迪克的工程師。
- 金寶

羅斯帝卡維爾的助手。
- 榔頭小偷

羅斯卡維爾不讓杜迪參加造車工作，只叫他在一邊看好榔頭，杜迪諷刺難道有榔頭小偷。但是劇情真有此人，會到處偷榔頭。
- 范朵恩老師

學校啦啦隊的老師。因為評審嚴格只有薛愛華一組通過，被輸不起的惠莉用費立康換掉。
- 天天花花

惠莉透過費立康用來取代范朵恩老師。但是在她的標準下幾乎全校學生的進了啦啦隊，薛愛華一組受不了變質的啦啦隊而退出。直到校際比賽籃球隊瀕臨失敗，惠莉趕走天天花花並請薛愛華一組回來當啦啦隊。
- 史尼利教授

考古學家。古代遺跡校外教學時出現，不讓大家接近真正的遺跡，只允許大家到特設的遊樂區模擬挖掘或到紀念品店購買紀念品。後來被杜迪用費立康換掉，被送到熱帶雨林考古，可是被土著追殺。
- 丁哥麥吉

因為史尼利教授太無聊，被杜迪用費立康換來取代史尼利教授。喜歡稱杜迪為史派奇。行事魯莽，帶大家到古代遺跡內行動時不謹慎觀察路上的機關，後來從橋樑摔落。可是大家從古代遺跡的陷阱脫困後，遺跡的寶藏顯露出來，被最後再度出現的丁哥麥吉發現。
- 蘇西梅（Susie May）

惠莉喜歡的鄉村小提琴家。特務K以為惠莉要學古典小提琴找來賽琳娜教她，惠莉怕特務K難過不敢直說，但是透過費立康把賽琳娜換成蘇西梅。
- 賽琳娜

古典小提琴老師。特務K以為惠莉想學古典小提琴而找她來教惠莉，被惠莉用費立康換掉。後來在惠莉的演奏會上和惠莉對決。
- 克雷格大師

杜迪對特務K說想學空手道，特務K為杜迪找的空手道師父。但是杜迪不滿克雷格一直不教攻擊人的方法，用費立康把克雷格換成福師父。
- 福師父（Master Pho）

空手道高手，特務K對杜迪提過自己以前曾學習空手道的對象。杜迪對特務K為他安排的空手道師父克雷格不滿意，透過費立康把福師父換來。但是福師父事實上是用空手道的強盜集團頭目，集團被臥底的特務K瓦解。他綁架杜迪，想用來對付特務K。
- 希拉姆史麥克

混合動物花園的管理員。
- 羅斯威洛

混合動物花園的老闆。
- 樹懶

惠莉在金橘日要寄給尊尼的手工卡片內容被阿比和奈都子表示不當，出門買另一張卡片替換。可是原來的卡片被迪克寄出，是杜迪填上收件人住址。惠莉想要從郵局拿回卡片，但是郵局業務員忙著整理信件而且不讓惠莉動那些信件。惠莉用費立康把原本的業務員換成樹懶，得以到櫃台後方找自己的卡片。這隻樹懶可以像人類一樣把裝箱信件搬上貨車。
- 卡洛塔

專業魔術師助手。原本杜迪在學校的魔術表演要和特務K共同演出，但是特務K有怯場的毛病，聽到是公開演出而不敢棒台。杜迪只好使用費立康換來卡洛塔一起上台，最後發現是特務K扮成卡洛塔，而真正卡洛塔被培特洛當成特務K。
- 大衛

惠莉用費立康換到的公立游泳池救生員。惠莉想要吸引尊尼的注意，照《少年無聊雜誌》的建議找個帥哥親近讓對象嫉妒。但是大衛以為惠莉對他有意，知道真相後悲傷無法繼續救生員工作而造成公立游泳池關閉。包括尊尼在內，大家都譴責惠莉。惠莉補償大衛而答應做三件事，在金錢賠償以及在泳池邊為他搧風後，發現還要對薛頓示範口對口人工呼吸。
- 阿提柯斯博士

特務K在熱天曾經想要使用他的冷凍雷射消暑。
- 艾佛德唐利維

杜迪科學作業陰錯陽差被誤以為是科學界重大突破，被提名參加此人所辦的唐利維獎，還有許多科學家。但是他在頒獎典禮宣布得獎人是他兒子，作品就只是一座小型蘇打粉火山。
- 布萊恩

遊樂場的德國餐廳服務生。迪克和特務K帶杜迪與惠莉到遊樂場，遇到這位講德文的服務生。因為杜迪被以為德文很好，也被慫恿和這位服務生用德文交談。
- 希瑟哈特麗

上了《少年無聊雜誌》封面的女孩，結果同學們都學她打扮。惠莉受不了用費立康要求換上一個不顯眼的平凡女孩，未料自己會被找上，而且大家開始模仿惠莉讓惠莉更無法忍受。最後惠莉想每個人都有如何打扮自己的自由，並且讓雜誌封面換回希瑟哈特麗。
- 葛萊蒂辛格

學校的輔導員。當惠莉和奈都子之間的爭吵越演越烈，被要求去見學校輔導員。可是她無法調解惠莉和奈都子的衝突，自己情緒崩潰。
- 莎拉

葛萊蒂辛格以前的好友，在一場睡衣派對因為葛萊蒂辛格說她不好看而鬧翻。當惠莉和奈都子必須接受輔導時，杜迪自己不知為何也被拉過去。杜迪受不了爭吵不休的惠莉和奈都子以及崩潰的輔導員葛萊蒂辛格而使用費立康，莎拉就聯絡葛萊蒂辛格表示原諒她並再做好朋友，葛萊蒂辛格就離開了。
- 女霸王

杜迪用費立康換來取代葛萊蒂辛格，外表看起來是位女摔角手。她主張用擂台賽解決惠莉和奈都子的問題，後來在擂台上惠莉和奈都子想起兩人是怎麼成為好朋友並故意打成平手。可是在惠莉和奈都子釐清惠莉說的難看衣服並不是奈都子的東西後，阿比喊那件衣服是她的並跳向場內，女霸王宣布比賽再次開始。
- 華利溫特斯

畢斯的父親，和他兒子一樣表現目中無人的樣子。他還是迪克粉絲會的會長，曾經在和迪克本人競選獲勝後嘲笑迪克。據迪克所說，他還要增加迪克的會費。
- 培柯比

某位宣布自己是統治者的人。在杜迪和惠莉競選總務股長時，被杜迪用費立康找去當競選顧問，發動負面文宣攻勢。
- 薇若妮卡穆德林格

在電視上公然嘲諷培柯比的女主播。在杜迪和惠莉競選總務股長時，被惠莉用費立康找去當競選顧問，發動負面文宣攻勢。
- 查妲（Zelda）

薛頓想像中的女友。惠莉看不下去薛頓的情況，用費立康找明星賽莉緹當薛頓的女友。
- 明星賽莉緹（Celebrity Starr）

惠莉用費立康為薛頓找來的明星女友，自稱喜歡書呆子類型。但是薛頓本人對於和她在一起感到壓力極大，對她提出分手。她一開始不答應，在糾纏中薛頓的眼鏡掉下來而外表變成帥哥形象，她立刻對薛頓提出分手。後來又要公開拍電影嘲諷薛頓，並且用高額報酬找杜迪演被醜化的薛頓。杜迪一開始欣然接受，但後來不想傷害薛頓而放棄。賽莉緹最後上映的影片將主角改成杜迪，並以嘲諷杜迪為主旨。
另外，賽莉緹第一次登場的英文版配音員就是後來成為迪士尼巨星的麥莉‧希拉，第二次登場的英文版配音員則是Jessica DiCicco。
- 凱揚茲

來自千里達，是杜迪用費立康取代不肯在下雪天放假的愛斯基摩人卡特勒校長。原本沒有見過雪，看到下雪感到恐懼造成不斷放假。原本杜迪認為很好，後來特務K提醒杜迪到時候要補課就別想有暑假了，杜迪才知道事態嚴重。杜迪和惠莉教會凱揚茲不再怕雪，凱揚茲離開時帶隊前往寒帶。
- MC麥克

杜迪不滿意原本的合唱團，想要學搖滾明星表演，用費立康把合唱團老師換成MC麥克。可是在公開表演的時候，MC麥克不要他和團員真的唱歌，只要他們對嘴。杜迪發現儘管大家在歡呼，事情都不是他做的。所以最後利用肉桂根王子破壞機器的機會，重新讓大家唱合唱團原本的歌。MC麥克說所謂酷還是得自己去做原本想做的，並表示他自己能這麼出名不是只靠他那張臉。
- 多多美女

杜迪利用費立康換來MC麥克以後，親近杜迪的美女。後來和MC麥克一起離開。
- 法米亞和沉默的喬

美式足球比賽時場邊的評論員。
- 四分衛卡森

美式足球明星，擊出的球在觀眾席先後落在杜迪和積高寶。
- 霍華

杜迪和積高寶為了誰接住卡森的球而爭執不下，但媒體都報導積高寶。當杜迪聽到積高寶在電視上說這不是自己一個人的功勞時對積高寶有期待，可是積高寶推出這個毫無關係的人讓杜迪更憤怒。
- 摩斯

積高寶將卡森的球陳列在家中展示，並雇用此人為守衛，更特別指定不能讓杜迪通過。杜迪後來用費立康把摩斯換成一個默劇演員，當杜迪通過時這個默劇演員就只會擺默劇動作阻止杜迪。
- 天王蠍博士

特務K的宿敵之一，想要征服世界的科學家。不只一次和特務K發生衝突，有時候特務K的家屬也介入。在最後一集佔據費立康公司並俘虜康萊、迪克和特務K，最後計畫因為杜迪和惠莉等人而被破壞。
- 法蘭克和斐莉芬奇

天王蠍博士在最後一集用來替換德林夫婦的角色。目的是為了看住杜迪和惠莉，但最後還是被杜迪和惠莉跑了。

## 相關連結
- （中文）台灣迪士尼網站
- （中文）本節目官方網頁